# Jacques-Isaac Seurrat de La Boulaye
Pour les articles homonymes, voir La Boulaye (homonymie).
Jacques-Isaac Seurrat de La Boulaye est un magistrat et homme politique français né le 22 août 1728 à Orléans dans l'ancienne province de l'Orléanais dans le royaume de France et décédé le 13 février 1803 à Orléans dans le département du Loiret. 

## Biographie
Jacques-Isaac Seurrat de La Boulaye nait le 22 août 1728 à Orléans dans l'ancienne province de l'Orléanais dans le royaume de France, d'Isaac Seurrat de La Boulaye, membre de la Société littéraire de la rue des Huguenots, et de Suzanne Miron de Concire. Neveu d'Étienne Augustin Seurrat de La Barre, il est le frère du maire Joseph Seurrat de Guilleville et le beau-frère de Claude Vandebergue des Villiers. Marié à Marie-Anne Renault, il est le beau-père d'Étienne Colas de Brouville, de Marc Joseph de Meule et du baron Claude de Loynes de Mazère de Fumichon .
Licencié en droit de l'université d'Orléans (1753), avocat en parlement, Seurrat de la Boulaye est conseiller du roi, juge magistrat au bailliage, siège présidial et châtelet d'Orléans à l'époque de la Révolution.
Il est membre fondateur de la Société royale d'agriculture de la généralité d'Orléans en 1761.
Il est élu, le 2 avril 1789, député de la noblesse aux États généraux par le bailliage d'Orléans. Il se montre d'abord disposé à accepter les réformes, mais ne tarde pas à blâmer leur exagération. Fidèle au roi Louis XVI et aux principes de la monarchie, il prend part aux discussions sur la réorganisation judiciaire, alla en députation chez le roi, signa la protestation contre l’abolition de la noblesse. Il s’oppose le 4 mai 1791 au décret d’annexion d’Avignon, vote contre la constitution civile du clergé, et signe les protestations des 12 et 15 septembre 1791 contre les actes de la Constituante.
Il vit ensuite dans la retraite, est incarcéré durant la Terreur dans la prison des Minimes (13 frimaire II) et émigre. Rentré en France à l'époque du Consulat, il se retira au château du Coudreceau, qu’il avait fait construire entre 1757 et 1775 à Loury, où il se consacre alors aux œuvres de bienfaisance.  
Il meurt le 13 février 1803 à son domicile d'Orléans, 16, rue de Recouvrance, dans le département du Loiret à 74 ans.

## Blason
D’azur au lion d’or, soutenu d’un chien passant d’argent en pointe supportant de sa patte dextre une tour carrée, crénelée de trois pièces de même, maçonnées de sable.